# Primaire du Parti démocrate (Italie) de 2017
Une primaire du Parti démocrate a lieu en Italie le 30 avril 2017 afin de désigner le nouveau secrétaire de ce parti politique.
Ces élections se déroulent dans un contexte d'échec du parti démocrate lors du référendum constitutionnel et dans une ambiance de division au sein du parti. Ainsi, avant même la tenue des élections, plusieurs personnalités du parti rentrent dans différents groupes parlementaires.
Avec 69,17 % des voix, c'est Matteo Renzi qui remporte ces primaires.

## Contexte

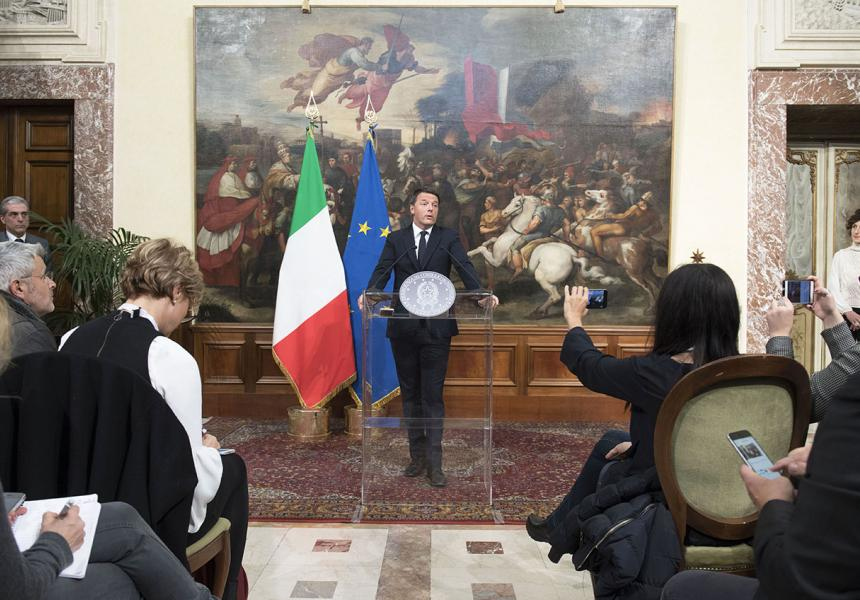
Matteo Renzi annonçant sa démission à la suite de la victoire du non au référendum le 4 décembre 2016.

Trois jours après la victoire du « non » au référendum constitutionnel italien de 2016, Matteo Renzi démissionne de son poste de président du conseil des ministres. Après la défaite du PD, plusieurs personnalités de ce parti à l'instar du président de la région Toscane Enrico Rossi ou encore de l'ancien chef du groupe parlementaire Roberto Speranza qui annoncent leurs souhaits de devenir secrétaire du parti,. Après plusieurs semaines, le président des Pouilles, Michele Emiliano annonce à son tour sa candidature.

## Déroulement
En janvier, l'ancien président du conseil des ministres Massimo D'Alema lance son mouvement afin de mener une opposition interne à la politique de Renzi et demande un congrès du parti démocrate en menaçant d'une scission en cas de refus de la part de l'ancien maire de Florence,. En février, Renzi annonce qu'il quitte le secrétariat du parti démocrate et la tenue d'élections au printemps avec l'intention de se porter candidat. À la suite de cette déclaration, plusieurs membres du PD comme Emiliano, Rossi, Speranza ou encore Pier Luigi Bersani et Guglielmo Epifani proposent une élection à l'automne pour donner plus de temps aux candidats pour mener à bien une campagne électorale mais aussi donner aux électeurs plus de temps pour connaître les propositions desdits candidats. 
Lors de l'assemblée nationale du 19 février, Renzi annonce officiellement sa démission du poste de secrétaire. Le jour même, Rossi, Speranza, Bersani et D'Alema ainsi qu'une quarantaine de parlementaires annoncent leurs départs du parti après la création par Renzi du groupe parlementaire Articolo Uno d'orientation social-démocrate. Deux jours plus tard, Michele Emiliano annonce sa décision de se porter candidat contre Renzi. Le lendemain, c'est Andrea Orlando qui fait part de son intention de participer à la primaire démocrate en étant supporté par Cesare Damiano et Gianni Cuperlo,. Carlotta Salerno, secrétaire des modérés turinois, a dans un premier temps affiché sa volonté de se porter candidate mais se rétracte finalement après n'avoir pas pu rassembler assez de signatures.
En février, la commission nationale fixe la date de la primaire pour le 30 avril. Le 3 mars, Renzi annonce officiellement sa candidature à la primaire avec Maurizio Martina et commence sa campagne une semaine plus tard depuis le Lingotto à Turin.
Lors du premier tour début avril, Renzi possède une large avance (66,73 %) sur les deux autres candidats qui contestent le résultat avec une participation qui ne dépasse pas les 70 %. La convention nationale du PD annonce que Renzi, Orlando et Emiliano sont les trois candidats du second tour, prévu le 30 avril, étant donné qu'ils ont dépassé le seuil des 5 %. Dans le même temps, Emiliano est exclu par la commission réunie en congrès dans les régions de Ligurie et Lombardie. Les soutiens du candidat de la section des Pouilles annoncent leur volonté de porter un recours. La commission rejette le recours le 19 avril mais concède au candidat sa présence dans cinq sections lombardes et dans la province de Savone, en Ligurie.
Le 30 avril, Renzi remporte avec près de 70% la primaire mais cette dernière a perdu près d'un million d'électeurs depuis la précédente échéance en 2013.

## Candidats
Il y a trois candidats : Matteo Renzi, Andrea Orlando et Michele Emiliano.
| Photo | Nom | Nom                      | Logo | Carrière |
| ----- | --- | ------------------------ | ---- | --- |
|       |     | Matteo Renzi (1975-)     |      | - Président du Conseil des ministres (2014-2016) - Secrétaire du Parti démocrate (2013-2017) - Maire de Florence (2009-2014) - Président de la province de Florence (2004-2009) |
|       |     | Andrea Orlando (1969-)   |      | - Ministre de la Justice (depuis 2014) - Ministre de l'Environnement, de la Protection du territoire et de la Mer (2013-2014) - Député de la République italienne (depuis 2006) |
|       |     | Michele Emiliano (1959-) |      | - Président de la région de Pouilles (depuis 2015) - Maire de Bari (2004-2014)                                                                                                  |

## Sondages

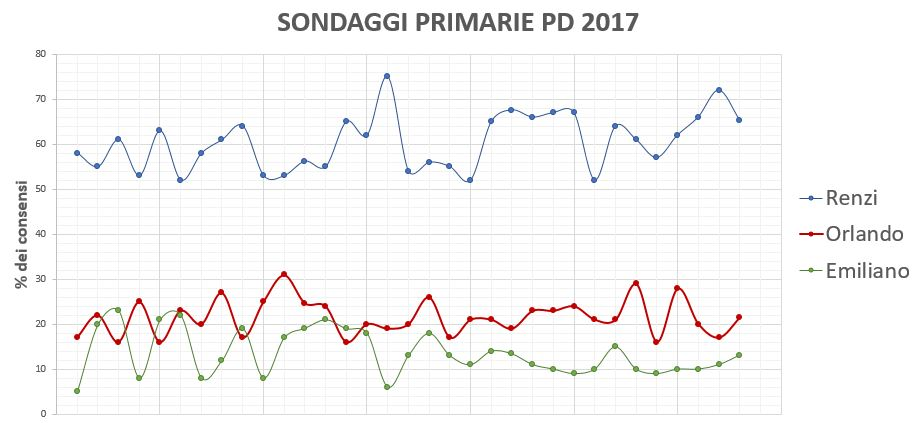
Matteo Renzi
Andrea Orlando
Michele Emiliano

| Date         | Institut                                                                      | Renzi                                                                         | Orlando                                                                       | Emiliano                                                                      | Autres                                                                        | Avantage                                                                      |                                                                         |                                                                         |
| Date         | Institut                                                                      | 26 avr                                                                        | Les trois candidats participent au débat télévisé organisé sur Sky TG24       | Les trois candidats participent au débat télévisé organisé sur Sky TG24       | Les trois candidats participent au débat télévisé organisé sur Sky TG24       | Les trois candidats participent au débat télévisé organisé sur Sky TG24       | Les trois candidats participent au débat télévisé organisé sur Sky TG24 | Les trois candidats participent au débat télévisé organisé sur Sky TG24 |
| ------------ | ----------------------------------------------------------------------------- | ----------------------------------------------------------------------------- | ----------------------------------------------------------------------------- | ----------------------------------------------------------------------------- | ----------------------------------------------------------------------------- | ----------------------------------------------------------------------------- | ----------------------------------------------------------------------- | ----------------------------------------------------------------------- |
| 21–23 avr    | EMG                                                                           | 65.4%                                                                         | 21.5%                                                                         | 13.1%                                                                         | NC                                                                            | 43.9%                                                                         |                                                                         |                                                                         |
| 20–21 avr    | Winpoll                                                                       | 72.0%                                                                         | 17.0%                                                                         | 11.0%                                                                         | NC                                                                            | 55.0%                                                                         |                                                                         |                                                                         |
| 20 avr       | Piepoli                                                                       | 65.0–67.0%                                                                    | 20.0%                                                                         | 10.0%                                                                         | 3.0–5.0%                                                                      | 45.0–47.0%                                                                    |                                                                         |                                                                         |
| 17 avr       | Index                                                                         | 62.0%                                                                         | 28.0%                                                                         | 10.0%                                                                         | NC                                                                            | 34.0%                                                                         |                                                                         |                                                                         |
| 14 avr       | Ixè                                                                           | 57.0%                                                                         | 9.0%                                                                          | 16.0%                                                                         | NC                                                                            | 41.0%                                                                         |                                                                         |                                                                         |
| 12 avr       | Index                                                                         | 61.0%                                                                         | 29.0%                                                                         | 10.0%                                                                         | NC                                                                            | 32.0%                                                                         |                                                                         |                                                                         |
| 9 avr        | La convention nationale confirme officiellement les résultats du premier tour | La convention nationale confirme officiellement les résultats du premier tour | La convention nationale confirme officiellement les résultats du premier tour | La convention nationale confirme officiellement les résultats du premier tour | La convention nationale confirme officiellement les résultats du premier tour | La convention nationale confirme officiellement les résultats du premier tour |                                                                         |                                                                         |
| 6 avr        | SWG                                                                           | 62.0–66.0%                                                                    | 19.0–23.0%                                                                    | 13.0–17.0%                                                                    | NC                                                                            | 43.0%                                                                         |                                                                         |                                                                         |
| 5 avr        | Ixè                                                                           | 52.0%                                                                         | 21.0%                                                                         | 10.0%                                                                         | 8.0%                                                                          | 31.0%                                                                         |                                                                         |                                                                         |
| 4–5 avr      | Ipsos                                                                         | 67.0%                                                                         | 24.0%                                                                         | 9.0%                                                                          | NC                                                                            | 43.0%                                                                         |                                                                         |                                                                         |
| 3 avr        | Piepoli                                                                       | 67.0%                                                                         | 23.0%                                                                         | 10.0%                                                                         | NC                                                                            | 44.0%                                                                         |                                                                         |                                                                         |
| 20 mar–2 avr | Renzi gagne le premier tour – parmi les inscrits du PD – avec 66,73%          | Renzi gagne le premier tour – parmi les inscrits du PD – avec 66,73%          | Renzi gagne le premier tour – parmi les inscrits du PD – avec 66,73%          | Renzi gagne le premier tour – parmi les inscrits du PD – avec 66,73%          | Renzi gagne le premier tour – parmi les inscrits du PD – avec 66,73%          | Renzi gagne le premier tour – parmi les inscrits du PD – avec 66,73%          |                                                                         |                                                                         |
| 30 mar–3 avr | Bidimedia                                                                     | 66.0%                                                                         | 23.0%                                                                         | 11.0%                                                                         | NC                                                                            | 43.0%                                                                         |                                                                         |                                                                         |
| 31 mar–2 avr | EMG                                                                           | 67.6%                                                                         | 19.0%                                                                         | 13.4%                                                                         | NC                                                                            | 44.0%                                                                         |                                                                         |                                                                         |
| 30 mar       | Piepoli                                                                       | 65.0%                                                                         | 21.0%                                                                         | 14.0%                                                                         | NC                                                                            | 44.0%                                                                         |                                                                         |                                                                         |
| 29 mar       | Ixè                                                                           | 52.0%                                                                         | 21.0%                                                                         | 11.0%                                                                         | 6.0%                                                                          | 31.0%                                                                         |                                                                         |                                                                         |
| 24 mar       | Ixè                                                                           | 55.0%                                                                         | 17.0%                                                                         | 13.0%                                                                         | 7.0%                                                                          | 38.0%                                                                         |                                                                         |                                                                         |
| 22 mar       | Index                                                                         | 56.0%                                                                         | 26.0%                                                                         | 18.0%                                                                         | NC                                                                            | 30.0%                                                                         |                                                                         |                                                                         |
| 17 mar       | Ixè                                                                           | 54.0%                                                                         | 20.0%                                                                         | 13.0%                                                                         | 7.0%                                                                          | 34.0%                                                                         |                                                                         |                                                                         |
| 17 mar       | Piepoli                                                                       | 75.0%                                                                         | 19.0%                                                                         | 6.0%                                                                          | NC                                                                            | 56.0%                                                                         |                                                                         |                                                                         |
| 15–17 mar    | Winpoll                                                                       | 62.0%                                                                         | 20.0%                                                                         | 18.0%                                                                         | NC                                                                            | 42.0%                                                                         |                                                                         |                                                                         |
| 13–15 mar    | SWG                                                                           | 65.0%                                                                         | 16.0%                                                                         | 19.0%                                                                         | NC                                                                            | 46.0%                                                                         |                                                                         |                                                                         |
| 15 mar       | Index                                                                         | 55.0%                                                                         | 24.0%                                                                         | 21.0%                                                                         | NC                                                                            | 31.0%                                                                         |                                                                         |                                                                         |
| 12 mar       | Euromedia                                                                     | 56.2%                                                                         | 24.7%                                                                         | 19.1%                                                                         | NC                                                                            | 31.5%                                                                         |                                                                         |                                                                         |
| 12 mar       | Tecnè                                                                         | 53.0%                                                                         | 31.0%                                                                         | 17.0%                                                                         | 9.0%                                                                          | 22.0%                                                                         |                                                                         |                                                                         |
| 11 mar       | Ipsos                                                                         | 53.0%                                                                         | 25.0%                                                                         | 8.0%                                                                          | NC                                                                            | 28.0%                                                                         |                                                                         |                                                                         |
| 9–10 mar     | Winpoll                                                                       | 64.0%                                                                         | 17.0%                                                                         | 19.0%                                                                         | NC                                                                            | 45.0%                                                                         |                                                                         |                                                                         |
| 6–9 mar      | Bidimedia                                                                     | 61.0%                                                                         | 27.0%                                                                         | 12.0%                                                                         | NC                                                                            | 34.0%                                                                         |                                                                         |                                                                         |
| 8 mar        | Ixè                                                                           | 58.0%                                                                         | 20.0%                                                                         | 8.0%                                                                          | 6.0%                                                                          | 38.0%                                                                         |                                                                         |                                                                         |
| 8 mar        | Index                                                                         | 52.0%                                                                         | 23.0%                                                                         | 22.0%                                                                         | 3.0%                                                                          | 29.0%                                                                         |                                                                         |                                                                         |
| 6–8 mar      | SWG                                                                           | 63.0%                                                                         | 16.0%                                                                         | 21.0%                                                                         | NC                                                                            | 42.0%                                                                         |                                                                         |                                                                         |
| 7–8 mar      | Ipsos                                                                         | 53.0%                                                                         | 25.0%                                                                         | 8.0%                                                                          | NC                                                                            | 28.0%                                                                         |                                                                         |                                                                         |
| 27 fev–1 mar | SWG                                                                           | 61.0%                                                                         | 16.0%                                                                         | 23.0%                                                                         | NC                                                                            | 38.0%                                                                         |                                                                         |                                                                         |
| 1 mar        | Index                                                                         | 55.0%                                                                         | 22.0%                                                                         | 20.0%                                                                         | 3.0%                                                                          | 33.0%                                                                         |                                                                         |                                                                         |
| 1 mar        | Ixè                                                                           | 58.0%                                                                         | 17.0%                                                                         | 5.0%                                                                          | 6.0%                                                                          | 41.0%                                                                         |                                                                         |                                                                         |
| 24 fev       | La Commission nationale fixe les primaires populaires le 30 avril 2017        | La Commission nationale fixe les primaires populaires le 30 avril 2017        | La Commission nationale fixe les primaires populaires le 30 avril 2017        | La Commission nationale fixe les primaires populaires le 30 avril 2017        | La Commission nationale fixe les primaires populaires le 30 avril 2017        | La Commission nationale fixe les primaires populaires le 30 avril 2017        |                                                                         |                                                                         |
| 22–24 fev    | ScenariPolitici                                                               | 61.0%                                                                         | 18.0%                                                                         | 21.0%                                                                         | NC                                                                            | 40.0%                                                                         |                                                                         |                                                                         |
| 16 fev       | Euromedia                                                                     | 49.7%                                                                         | 3.5%                                                                          | 7.4%                                                                          | 8.9%                                                                          | 42.3%                                                                         |                                                                         |                                                                         |
| 31 jan       | Ipsos                                                                         | 59.0%                                                                         | NC                                                                            | 10.0%                                                                         | 13.0%                                                                         | 49.0%                                                                         |                                                                         |                                                                         |

## Résultats

### Membres du parti
Tous les candidats ayant obtenu plus de 15 % des voix accède à la primaire ou les trois candidats arrivés en tête, ayant obtenu plus de 5 % des voix.
| Candidats       | Candidats        | Voix    | %     |
| --------------- | ---------------- | ------- | ----- |
|                 | Matteo Renzi     | 176 657 | 66,73 |
|                 | Andrea Orlando   | 66 842  | 25,25 |
|                 | Michele Emiliano | 21 220  | 8,02  |
|                 |                  |         |       |
| Votes valides   | Votes valides    | 264 719 | 99,50 |
| Votes invalides | Votes invalides  | 1 335   | 0,50  |
| Total           | Total            | 266 054 | 100   |

### Primaire
Si aucun candidat n'atteint les 50 % des voix, un second tour est organisé dans les deux semaines suivantes.
| Candidats       | Candidats        | Voix      | %     | Délégués |
| --------------- | ---------------- | --------- | ----- | -------- |
|                 | Matteo Renzi     | 1 257 091 | 69,17 | 700      |
|                 | Andrea Orlando   | 362 691   | 19,96 | 212      |
|                 | Michele Emiliano | 197 630   | 10,87 | 88       |
|                 |                  |           |       |          |
| Votes valides   | Votes valides    | 1 817 412 | 98,83 |          |
| Votes invalides | Votes invalides  | 21 526    | 1,17  |          |
| Total           | Total            | 1 838 938 | 100   | 1 000    |

### Résultat détaillé
| Région                  | Matteo Renzi   | Matteo Renzi | Matteo Renzi | Andrea Orlando | Andrea Orlando | Andrea Orlando | Michele Emiliano | Michele Emiliano | Michele Emiliano | Votes valides | Bianc/nul | Votants   |   |       |   |       |
| Région                  | Votes          | %            | Sièges       | Votes          | %              | Sièges         | Votes            | %                | Sièges           | Votes valides | Bianc/nul | Votants   |   |       |   |       |
| ----------------------- | -------------- | ------------ | ------------ | -------------- | -------------- | -------------- | ---------------- | ---------------- | ---------------- | ------------- | --------- | --------- | - | ----- | - | ----- |
| Région                  | Vallée d'Aoste | 1.350        | 71,81%       | 3              | 393            | 20,90%         | 1                | 137              | 7,92%            | Votes valides | Bianc/nul | Votants   | 0 | 1.880 | 9 | 1.889 |
| Piémont                 | 65.322         | 73,48%       | 51           | 18.673         | 21,00%         | 15             | 4.904            | 5,52%            | 4                | 88.899        | 480       | 89.379    |   |       |   |       |
| Ligurie                 | 30.739         | 64,49%       | 17           | 16.426         | 34,46%         | 9              | 497              | 1,04%            | 0                | 47.662        | 310       | 47.972    |   |       |   |       |
| Lombardie               | 172.546        | 76,65%       | 122          | 50.159         | 22,28%         | 34             | 2.406            | 1,07%            | 2                | 225.111       | 1.248     | 226.359   |   |       |   |       |
| Bolzano                 | 2.795          | 75,56%       | 5            | 640            | 17,30%         | 1              | 264              | 7,14%            | 0                | 3.669         | 85        | 3.784     |   |       |   |       |
| Trentin                 | 7.437          | 73,05%       | 6            | 2.176          | 21,37%         | 2              | 568              | 5,58%            | 0                | 10.181        | 58        | 10.239    |   |       |   |       |
| Vénétie                 | 63.019         | 73,15%       | 54           | 18.110         | 21,02%         | 15             | 5.026            | 5,83%            | 4                | 86.115        | 601       | 86.756    |   |       |   |       |
| Frioul-Vénétie Julienne | 17.025         | 66,97%       | 13           | 7.240          | 28,48%         | 6              | 1.157            | 4,55%            | 1                | 25.442        | 114       | 25.536    |   |       |   |       |
| Émilie-Romagne          | 158.899        | 74,04%       | 66           | 47.025         | 21,91%         | 19             | 8.695            | 4,05%            | 4                | 214.619       | 1.339     | 215.958   |   |       |   |       |
| Toscane                 | 165.862        | 79,12%       | 60           | 35.647         | 17,00%         | 13             | 8.135            | 3,88%            | 3                | 209.664       | 1.109     | 210.753   |   |       |   |       |
| Marches                 | 36.849         | 78,65%       | 20           | 7.428          | 15,85%         | 4              | 2.575            | 5,50%            | 2                | 46.852        | 254       | 47.106    |   |       |   |       |
| Ombrie                  | 32.458         | 80,89%       | 13           | 5.974          | 14,89%         | 2              | 1.692            | 4,22%            | 1                | 40.124        | 215       | 40.339    |   |       |   |       |
| Latium                  | 121.195        | 70,32%       | 64           | 38.957         | 22,60%         | 20             | 12.204           | 7,08%            | 7                | 172.356       | 839       | 173.195   |   |       |   |       |
| Abruzzes                | 24.689         | 63,61%       | 13           | 8.432          | 21,72%         | 4              | 5.695            | 14,67%           | 3                | 38.816        | 1.236     | 40.052    |   |       |   |       |
| Molise                  | 7.475          | 63,69%       | 2            | 1.612          | 13,74%         | 1              | 2.649            | 22,57%           | 1                | 11.736        | 200       | 11.936    |   |       |   |       |
| Campanie                | 106.034        | 68,21%       | 55           | 26.899         | 17,30%         | 15             | 22.513           | 14,48%           | 11               | 155.446       | 1.362     | 156.808   |   |       |   |       |
| Basilicate              | 24.792         | 62,32%       | 6            | 5.276          | 13,26%         | 1              | 9.712            | 24,41%           | 2                | 39.780        | 1.788     | 41.568    |   |       |   |       |
| Pouilles                | 53.233         | 35,32%       | 20           | 15.538         | 10,31%         | 6              | 81.958           | 54,37%           | 29               | 150.729       | 5.468     | 156.197   |   |       |   |       |
| Calabre                 | 58.662         | 72,84%       | 20           | 14.991         | 18,61%         | 5              | 6.882            | 8,55%            | 2                | 80.535        | 1.391     | 81.926    |   |       |   |       |
| Sicile                  | 68.476         | 61,19%       | 41           | 25.793         | 23,05%         | 14             | 17.645           | 15,77%           | 10               | 111.914       | 531       | 112.445   |   |       |   |       |
| Sardaigne               | 31.546         | 71,12%       | 18           | 10.857         | 24,48%         | 7              | 1.950            | 4,40%            | 1                | 44.353        | 2.580     | 47.203    |   |       |   |       |
| Étranger                | 6.688          | 58,16%       | 31           | 4.445          | 38,66%         | 18             | 366              | 3,18%            | 1                | 11.499        | 39        | 11.538    |   |       |   |       |
| Total                   | 1.257.091      | 69,17%       | 700          | 362.691        | 19,96%         | 212            | 197.630          | 10,87%           | 88               | 1.817.412     | 21.526    | 1.838.938 |   |       |   |       |

## Controverses
L'affluence excessive d'électeurs de centre droit à Nardò conduit les organisateurs à fermer le bureau de vote dans l'après-midi. À Ercolano, selon un témoignage d'un électeur, plusieurs migrants dotés de permis de séjour temporaires auraient été conduit dans un centre de vote. À la suite de ce témoignage, le procureur de la République ouvre une enquête.